# Герб Вільнянська
Герб Вільня́нська — офіційний геральдичний символ міста Вільнянськ Запорізької області, затверджений рішенням Вільнянської міської ради.

## Опис
За основу ідейного змісту ескізного проекту герба Вільнянська взято легенду про те, що з давніх часів люд з центральної України і той, що проживав північніше, шукаючи кращої долі, тікаючи від образ і злиднів, переселявся сюди, на землі Вільнянщини, за річку, яка отримала назву Вільнянка.
Для зображення головного знаку міста взято п'ятикутний слов'янський щит із золотистою (жовтою) обвідкою, аналогічний за формою до гербового щита, на якому розміщено Малий Герб нашої держави Тризуб (давня назва трійця).
Гербовий щит розділений на дві частини — верхню (меншу) і нижню (більшу). У верхній частині на білому тлі розміщено напис — назву міста — Вільнянськ літерами гербового шрифту золотистого (жовтого) кольору з чорною обвідкою. За геральдичними правилами всі гербові зображення мають чорну обвідку. З правого боку від глядача, розміщено коло, розділене по горизонталі на дві рівні частини, кольору державного прапора.
У більшій, нижній частині гербового щита, яка розділена вертикально геральдичною фігурою, що носить назву стовп, утворюються три умовні смуги. Центральна смуга уособлює річку Вільнянку, вона блакитного (синього) кольору. Дві бокові смуги (береги річки), жовтого кольору.
На тлі цих умовних смуг, у центрі композиції розміщено зображення вершника. Від глядача він обернутий у лівий бік — так за геральдичними правилами. Тулуб його відхилений назад з піднятою рукою, простертою в емоційному захваті вгору, ніби вигукує він слово «ВОЛЯ!»
Вершник, козак, в шапці сірого кольору, в білій, вишитій червоним, сорочці, що розвівається на вітрі, з хрестиком на міцних грудях, шаровари, з грубого домотканного полотна сірого з вохрою кольору, в коричневих темних чоботтях. Обличчя, руки вершника засмаглі від сонця, колір — помаранчевий. Сідло коричневе по краю бахристе. Кінь — білого кольору, грива і хвіст теж білі, він у стрибку (в леті долає перепону — річку). За нею вже бажана Воля.
Внизу зображення вершника, теж в вільному леті зображено степового орла (колір птаха сіро-вохристий), цим підкреслюється, посилюється алегорія поривання до дійсної волі і незалежності.
Зображення птаха підсилює політ вершника, дає відчуття загального зображення гербового малюнку в його об'ємності.